# 1964-es Eurovíziós Dalfesztivál
Az 1964-es Eurovíziós Dalfesztivál volt a kilencedik Eurovíziós Dalfesztivál, melynek Dánia fővárosa, Koppenhága adott otthont. A helyszín a koppenhágai Tivolis Koncertsal volt.

## A résztvevők
Az először versenyző Portugália lett az első ország, amelyik pont nélkül maradt az első részvételén. (1994-ben Litvánia lett a második ország, amelyik nulla pontot kapott a debütálásán.)
Svédország nem vett részt, mert az énekeseik bojkottálták a versenyt. A svéd tévé ennek ellenére közvetítette a versenyt, és a következő évben már újból küldött versenyzőt.
A svájci énekesnő, Anita Traversi másodszor vett részt a versenyen, ám ezúttal pont nélkül zárt.
A német dal, a Man gewöhnt sich so schnell an das Schöne egy rekordot tudhatott magáénak egészen 2024-ig: a leghosszabb dalcím volt a dalverseny történetében, 2024-ben ezt a rekordot azonban megdöntötte Észtország (Nendest) narkootikumidest ei tea me (küll) midagi című dala. A sok betű ellenére a pontok száma nulla maradt.
Hollandia volt az első ország, melyet egy nem európai származású énekes képviselt, az indonéz származású Anneke Groenloh személyében.
Érdekesség, hogy először fordult elő, hogy egy énekes – a francia Rachel – csak a keresztneve feltüntetésével versenyzett.

## A verseny
Az 1956-os mellett ez az egyetlen verseny, melyről nem maradt fenn videófelvétel, csak hangfelvétel. Ennek oka, hogy a '70-es években a dán televízió épületében történt tűzeset során megsemmisült a felvétel. Csak a nyitány egy részlete, valamint a győztes dal előadásának egy részlete maradt fenn.
Először történt meg, hogy valaki a közönség soraiból megzavarta a versenyt: a belga dal előtt egy politikai tüntető szaladt a színpadra, kezében egy "Bojkottáljátok Francót és Salazart!" feliratú transzparenssel. Ezalatt a tévénézőknek a pontozótáblát mutatták. Miután a tüntető férfit elvezették, folytatódott a verseny. A második alkalom, hogy megzavarták a versenyt, 2010-ben történt meg, amikor a spanyol produkció közben Jimmy Jump a színpadra futott. A harmadik alkalom, hogy megzavarták a versenyt, a 2017-es Eurovíziós Dalfesztivál döntőjében történt, amikor az előző évi győztes Jamala produkciója közben egy ukrán férfi ausztrál zászlóval felfutott a színpadra és letolta a nadrágját.
A későbbi győztes olasz dal szokatlanul nagy ovációt kapott. Az énekesnőt, Gigliola Cinquettit egyedülálló módon visszatapsolta a közönség, hogy még egyszer meghajoljon.

## A szavazás
Ismét módosítottak a szavazás menetén. Az egyes országok 10-10 zsűritaggal rendelkeztek, akik tetszőlegesen osztottak szét három pontot a dalok között. Ezután összeadták a pontokat, és az összesített lista első három helyezettje kapott 5, 3 és 1 pontot. Amennyiben csak egy dalra szavazott az összes zsűritag, akkor az 9 pontot kapott, ha csak kettőre, akkor azok 6 és 3 pontot kaptak.
A szavazás a fellépési sorrendnek megfelelően zajlott: Luxemburg volt az első szavazó, és Spanyolország az utolsó. Az olasz dal rögtön az első ország zsűrije után az élre állt, és előnyét végig megőrizve zárt az élen. A norvég, a dán és a spanyol zsűri kivételével mindegyik zsűritől kapott pontot, és összesen nyolc zsűritől gyűjtötte be a maximális öt pontot.
A szavazás ismételt módosítása ellenére sorozatban harmadik alkalommal négy ország dala maradt pont nélkül: ezúttal Jugoszlávia, Németország, Portugália és Svájc. Mind a négy ország először végzett nulla ponton. Portugáliának ez volt az első részvétele is egyben.
A szavazás során Olaszország óriási fölénnyel győzött, majdnem háromszor annyi pontot kapott, mint a második helyezett brit énekes. Ez a dalverseny történetének legnagyobb relatív különbségű győzelme.

## Térkép

Részt vevő országok
Országok, melyek korábban részt vettek, de ebben az évben nem

## Eredmények
| #  | Ország             | Nyelv       | Előadó             | Dal                                       | Magyar fordítás                              | Helyezés | Pontszám |
| -- | ------------------ | ----------- | ------------------ | ----------------------------------------- | -------------------------------------------- | -------- | -------- |
| 01 | Luxemburg          | francia     | Hugues Aufray      | Dès que le printemps revient              | Amikor visszatér a tavasz                    | 4.       | 14       |
| 02 | Hollandia          | holland     | Anneke Grönloh     | Jij bent mijn leven                       | Te vagy az életem                            | 10.      | 2        |
| 03 | Norvégia           | norvég      | Arne Bendiksen     | Spiral                                    | Spirális                                     | 8.       | 6        |
| 04 | Dánia              | dán         | Bjørn Tidmand      | Sangen om dig                             | Egy dal rólad                                | 9.       | 4        |
| 05 | Finnország         | finn        | Lasse Mårtenson    | Laiskotellen                              | Semmittevés                                  | 7.       | 9        |
| 06 | Ausztria           | német       | Udo Jürgens        | Warum nur, warum?                         | Miért, csak miért?                           | 6.       | 11       |
| 07 | Franciaország      | francia     | Rachel             | Le chant de Mallory                       | Mallory dala                                 | 4.       | 14       |
| 08 | Egyesült Királyság | angol       | Matt Monro         | I Love the Little Things                  | Szeretem a kis dolgokat                      | 2.       | 17       |
| 09 | Németország        | német       | Nora Nova          | Man gewöhnt sich so schnell an das Schöne | Milyen gyorsan hozzászokunk a szép dolgokhoz | 13.      | 0        |
| 10 | Monaco             | francia     | Romuald            | Où sont-elles passées?                    | Hová mentek ők?                              | 3.       | 15       |
| 11 | Portugália         | portugál    | António Calvário   | Oração                                    | Imádság                                      | 13.      | 0        |
| 12 | Olaszország        | olasz       | Gigliola Cinquetti | Non ho l’età                              | Nem vagyok elég idős                         | 1.       | 49       |
| 13 | Jugoszlávia        | szerbhorvát | Sabahudin Kurt     | Život je sklopio krug                     | Az élet körbeért                             | 13.      | 0        |
| 14 | Svájc              | olasz       | Anita Traversi     | I miei pensieri                           | A gondolataim                                | 13.      | 0        |
| 15 | Belgium            | francia     | Robert Cogoi       | Près de ma rivière                        | A folyóm közelében                           | 10.      | 2        |
| 16 | Spanyolország      | spanyol     | Tim, Nelly & Tony  | Caracola                                  | Kagyló                                       | 12.      | 1        |

## Ponttáblázat
|                    | Zsűrik    | Zsűrik    | Zsűrik   | Zsűrik | Zsűrik     | Zsűrik   | Zsűrik        | Zsűrik             | Zsűrik      | Zsűrik | Zsűrik     | Zsűrik      | Zsűrik      | Zsűrik | Zsűrik  | Zsűrik        | Zsűrik |
| Össz               | Luxemburg | Hollandia | Norvégia | Dánia  | Finnország | Ausztria | Franciaország | Egyesült Királyság | Németország | Monaco | Portugália | Olaszország | Jugoszlávia | Svájc  | Belgium | Spanyolország |        |
| ------------------ | --------- | --------- | -------- | ------ | ---------- | -------- | ------------- | ------------------ | ----------- | ------ | ---------- | ----------- | ----------- | ------ | ------- | ------------- | ------ |
| Luxemburg          | 14        |           | 3        |        |            |          |               | 3                  |             | 5      |            |             | 3           |        |         |               |        |
| Hollandia          | 2         |           |          |        | 1          |          |               |                    | 1           |        |            |             |             |        |         |               |        |
| Norvégia           | 6         |           |          |        | 5          | 1        |               |                    |             |        |            |             |             |        |         |               |        |
| Dánia              | 4         |           |          | 1      |            |          |               |                    |             |        |            |             |             |        |         |               | 3      |
| Finnország         | 9         |           |          | 3      | 3          |          |               |                    | 3           |        |            |             |             |        |         |               |        |
| Ausztria           | 11        |           |          |        |            |          |               |                    |             |        |            |             | 5           |        |         | 1             | 5      |
| Franciaország      | 14        | 1         |          |        |            |          | 3             |                    |             |        | 5          | 3           |             | 1      |         |               | 1      |
| Egyesült Királyság | 17        |           | 1        | 5      |            | 3        | 1             | 1                  |             | 1      |            |             |             |        | 5       |               |        |
| Németország        | 0         |           |          |        |            |          |               |                    |             |        |            |             |             |        |         |               |        |
| Monaco             | 15        | 3         |          |        |            |          |               | 5                  |             |        |            |             |             | 3      | 1       | 3             |        |
| Portugália         | 0         |           |          |        |            |          |               |                    |             |        |            |             |             |        |         |               |        |
| Olaszország        | 49        | 5         | 5        |        |            | 5        | 5             |                    | 5           | 3      | 3          | 5           |             | 5      | 3       | 5             |        |
| Jugoszlávia        | 0         |           |          |        |            |          |               |                    |             |        |            |             |             |        |         |               |        |
| Svájc              | 0         |           |          |        |            |          |               |                    |             |        |            |             |             |        |         |               |        |
| Belgium            | 2         |           |          |        |            |          |               |                    |             |        | 1          | 1           |             |        |         |               |        |
| Spanyolország      | 1         |           |          |        |            |          |               |                    |             |        |            |             | 1           |        |         |               |        |

## Visszatérő előadók
| Előadó         | Ország | Előző év(ek) |
| -------------- | ------ | ------------ |
| Anita Traversi | Svájc  | 1960         |

## A szavazás és a nemzetközi közvetítések

### Pontbejelentők
| 1. Luxemburg – ismeretlen 2. Hollandia – Pim Jacobs 3. Norvégia – Sverre Christophersen 4. Dánia – Pedro Biker 5. Finnország – Poppe Berg 6. Ausztria – Ernst Grissemann 7. Franciaország – Claude Darget 8. Egyesült Királyság – Desmond Carrington | 1. Németország – Lia Wöhr 2. Monaco – ismeretlen 3. Portugália – Maria Manuela Furtado 4. Olaszország – Rosanna Vaudetti 5. Jugoszlávia – ismeretlen 6. Svájc – Alexandre Burger 7. Belgium – André Hagon 8. Spanyolország – ismeretlen |

### Kommentátorok
| Ausztria           | Emil Kollpacher            | ORF                       |
| Belgium            | Paule Herreman (franciául) | RTB                       |
| Belgium            | Herman Verelst (hollandul) | BRT                       |
| Dánia              | Nem volt kommentátor!      | DR TV                     |
| Egyesült Királyság | David Jacobs (televízió)   | BBC TV                    |
| Egyesült Királyság | Tom Sloan (rádió)          | BBC Light Programme       |
| Finnország         | Aarno Walli                | Suomen Televisio          |
| Franciaország      | Robert Beauvais            | Première chaîne de la RTF |
| Hollandia          | Ageeth Scherphuis          | NTS                       |
| Jugoszlávia        | Miloje Orlović             | Televizija Beograd        |
| Jugoszlávia        | Gordana Bonetti            | Televizija Zagreb         |
| Jugoszlávia        | Tomaž Terček               | Televizija Ljubljana      |
| Luxemburg          | Jacques Navadic            | Télé-Luxembourg           |
| Monaco             | Robert Beauvais            | Télé Monte-Carlo          |
| Németország        | Hermann Rockmann           | Deutsches Fernsehen       |
| Norvégia           | Odd Grythe                 | NRK                       |
| Olaszország        | Renato Tagliani            | Programma Nazionale       |
| Portugália         | Gomes Ferreira             | RTP                       |
| Spanyolország      | Federico Gallo             | TVE                       |
| Svájc              | Theodor Haller (németül)   | TV DRS                    |
| Svájc              | Georges Hardy (franciául)  | TSR                       |
| Svájc              | Giovanni Bertini (olaszul) | TSI                       |
| Svédország         | Sven Lindahl               | Sveriges TV               |